# 刘溥 (苏州)
刘溥，字原博，南直隶苏州府长洲县人，明朝诗人。
刘溥祖父刘彦、父亲刘士宾，都因医术而获得官职。刘溥八岁时创作《沟水诗》，当时被视为神童。长大后侍奉祖父游历两京，研究经史，同时通晓天文、历法。宣德年间，刘溥因文学才华被征召。有人说他擅长医术，于是被授予惠民局副使一职，后调任太医院吏目。他以以医为业为耻，每天以吟咏诗歌为事。他的诗起初效仿西昆体，后来变得更加奇崛奔放，与湯胤勣、苏平、苏正、沈愚、王淮、晏铎、邹亮、蒋忠、王贞庆并称“景泰十才子”，刘溥是其中的盟主。